# NGC 3628
NGC 3628 또는 사라의 은하(Sarah's Galaxy)는 지구로부터 사자자리 방향으로 약 3,500만 광년 떨어진 곳에 있는 막대나선은하이다. 1784년 윌리엄 허셜이 발견했다. M65, M66과 함께 사자자리 세 쌍둥이 은하라고 불리는 은하군을 이룬다.
외관상 특이한 점으로는 약 30만 광년 길이의 조석 꼬리를 들 수 있다. 이 구조는 거대한 먼지구름으로 이루어져 있으며 은하 나선팔의 바깥 경계면을 따라 띠 구조를 이루고 있다. 따라서 지구에서 관측할 때 마치 은하를 위 아래로 가르고 있는 것처럼 보인다.